# 拓跋建 (陈留王)
拓跋建，北魏宗室。他是拓跋什翼犍的玄孙，拓跋纥根的曾孙，陈留桓王拓跋虔的孙子，陈留景王拓跋崇的儿子。
拓跋崇去世，拓跋建袭爵陈留王，魏孝文帝时，疏远的宗室降爵为公，拓跋建降为陈留公，官至镇北将军，怀荒镇大将。拓跋建因儿子的罪失爵，他的侄子拓跋祚求本封而为陈留王。其后去世。

## 子孙
- 子：元琛，恒、肆二州刺史。
  - 孙：元翌，尚书左仆射。
    - 曾孙：元晖
      - 玄孙：元肃，隋朝光禄少卿、义宁县公
      - 玄孙：元仁宗，第二子，隋朝东宫右亲卫
      - 玄孙：元仁器，隋朝日南郡丞